# 玉本敏雄
玉本 敏雄（たまもと としお、ぎょくもと としお）は、日本の実業家、艶福家。タイやカンボジアで多くの女性を囲い込んでいたことで知られる。

## 経歴
1933年9月生まれ。和歌山県かつらぎ町出身。1956年に大阪経済大学を卒業後、和歌山相互銀行に就職。1964年に砂利会社に転職して一時は社長を務めるものの砂利不足で会社が解散、別の砂利会社に転職したものの退職している。

## 海外における活動
1968年頃からタイに渡るようになる。1973年段階では、永住ビザの申請を試みていた。1972年、チエンマイ県で多数の少女を囲い込んでいることが日本の週刊誌で報道され内外で批難にさらされる。当時のタイでは学生らによる反日運動が激化していたことも問題を複雑化させた。
1973年1月8日、タイの警察が自宅に踏み込み人身売買の疑いで逮捕。自宅には23歳の妻と養女にした14歳と17歳の少女、近所に住む少女ら7人といたとされている。事情聴取後に開放されたが、後に少女を引き取るために14万バーツ（当時のレートで約200万円）が支払われていたことが明らかになり、同年1月10日、タイ当局から国外追放を受けて日本に強制送還させられた。一方、日本国内では1972年に神戸市内や福岡市内で覚せい剤を売りさばいていた男の捜査に関連して、玉本についての捜査も行われたていたが、その過程で大韓民国や香港にも妻がいることが明らかになっている。
1974年6月、玉本は裁判中の身であったが他人のパスポートを使用してタイに入国。しかし早々に身元が割れてしまい、同月14日に再びタイから国外追放処分を受け強制送還させられた。送還に当たって日本大使館の領事と面会、3人の妻と1人の子供の生活費として15万円を託した。記者団から「妻子を日本に連れていきたいか」との問いかけを受けたが、「連れて行きたくない」と答えている。
玉本は5年間の服役後、カンボジアに渡り再び多くの女性を囲い込んだ。

## その他
- 日活ロマンポルノが1973年に玉本の「実録映画」を『性豪列伝・実録チェンマイの幼な妻』というタイトルで製作が決定した、と報道されたことがある[6]。
- 1974年10月、玉本の弟と自称してチェンマイでヘロインを調達、日本国内で売りさばいていたグループの11人が逮捕されている[7]。